# استفان زیوتکو
استفان زیوتکو (انگلیسی: Stefan Żywotko؛ زادهٔ ۹ ژانویهٔ ۱۹۲۰ – ۱۰ فوریهٔ ۲۰۲۲) مربی فوتبال لهستانی بود. او تمام دوران مربیگری خود را در لهستان و الجزایر گذراند. دوره چهارده ساله او به عنوان مدیر باشگاه فوتبال القبائل با کسب هفت عنوان قهرمانی لیگ الجزایر و دو قهرمانی در جام قهرمانان آفریقا،  استفان را به  یکی از بهترین مدیران فوتبال لهستانی الجزایری مشهور کرد.

## مرگ
استفان زیوتکو در ۱۰ فوریه ۲۰۲۲، یک ماه بعد از صد و دومین سال تولدش درگذشت.